# Bouillancourt-en-Séry
Bouillancourt-en-Séry (picardisch: Bouillincourt-in-Sry) ist eine nordfranzösische Gemeinde mit 538 Einwohnern (Stand 1. Januar 2022) im Département Somme in der Region Hauts-de-France. Die Gemeinde liegt im Arrondissement Abbeville und ist Teil des Kantons Gamaches.

## Geographie
Die Gemeinde liegt auf der Hochfläche nördlich der Bresle und wird zu dieser durch den Steilabfall der Côte d’Ansennes begrenzt. Im Westen erstreckt sie sich bis zum Fond de Séry, im Osten über die Autoroute A 28 und die frühere Route nationale 28 hinaus und umfasst den Ortsteil Wattebléry. An der Kante zum Tal der Bresle liegen größere Wälder, die früher als Bois de Séry bezeichnet wurden (von Westen: Bois de Bouillancourt, Bois de Mailly, Bois de la Croix, Bois de la Cavéette und Bois de l’Anglée).

## Geschichte
Hier gab es zur Karolingerzeit Königsgut mit Häusern, einer Kapelle und einer Brücke. Denn im Jahr 843 schenkte König Karl II. (der Kahle) einem Getreuen die "villa" in "Bosleni pons" mit Kapelle und Gebäuden (Regesta Imperii I., 371). Diese Urkunde wurde in der nahegelegenen Königspfalz Quierzy ausgestellt. Die Herrschaft hatte seit dem 12. Jahrhundert das Haus von Cayeux inne, von dem auch die Gründung des Prämonstratenserklosters Notre-Dame de Séry in der Nachbargemeinde Bouttencourt (besiedelt 1136) ausgegangen war.

## Einwohner
| 1962 | 1968 | 1975 | 1982 | 1990 | 1999 | 2006 | 2011 |
| ---- | ---- | ---- | ---- | ---- | ---- | ---- | ---- |
| 506  | 478  | 484  | 467  | 469  | 486  | 527  | 563  |

## Verwaltung
Bürgermeister (maire) ist seit 2014 Xavier Duval.

## Sehenswürdigkeiten
- Kirche Saint-Jacques-le-Majeur[1]

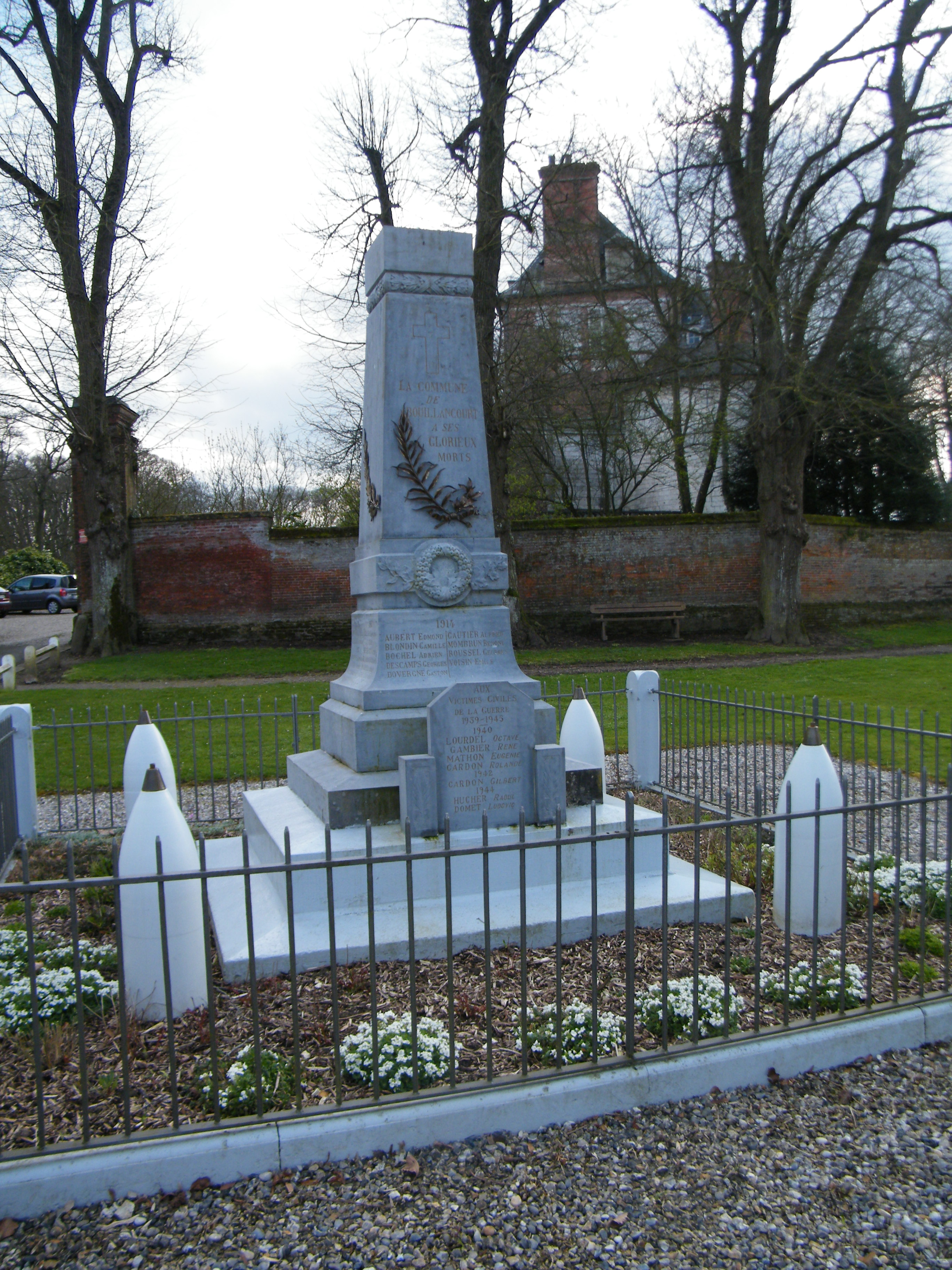
Kriegerdenkmal

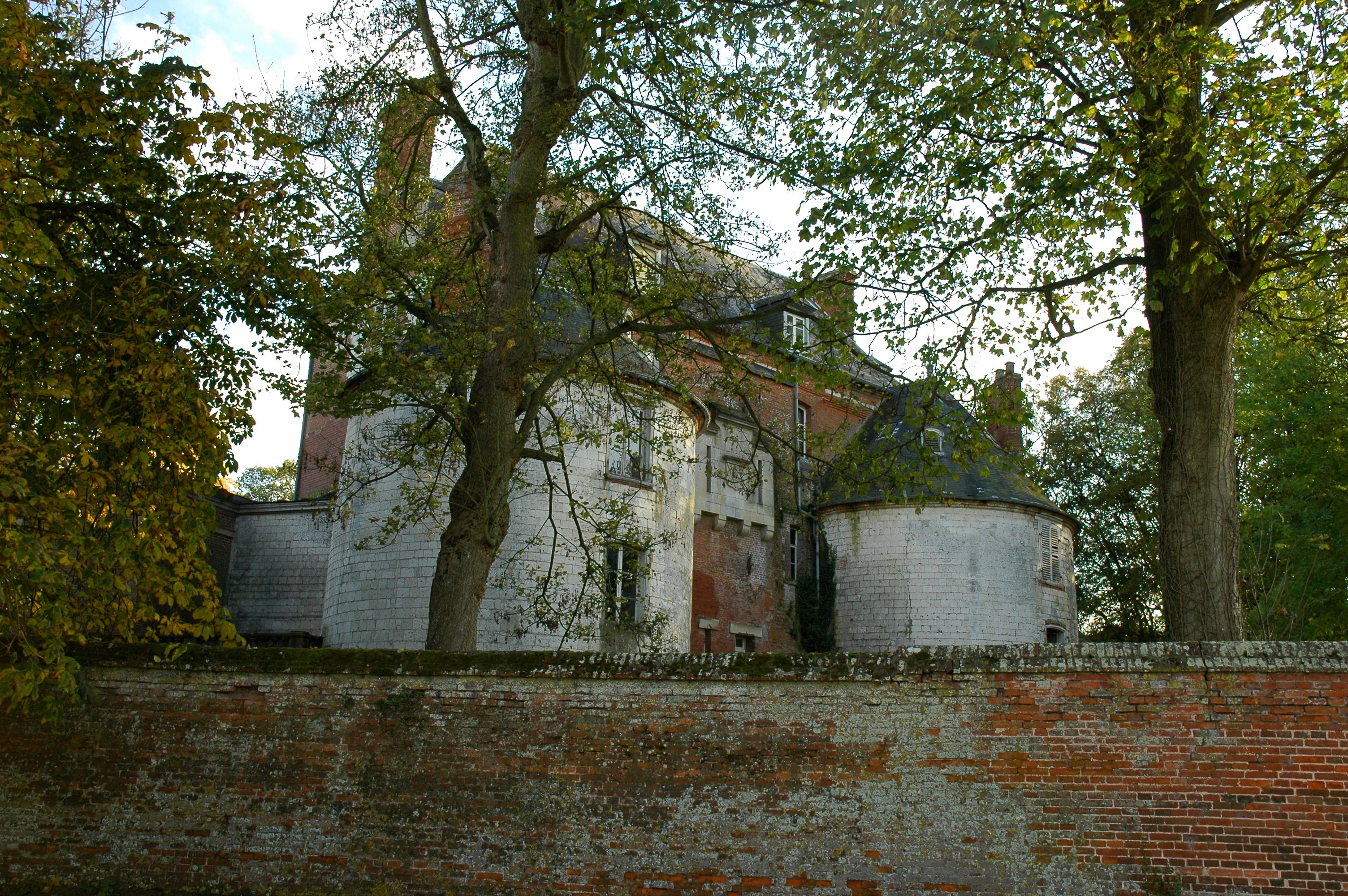
Château-fort

- Château-fort, 2001 als Monument historique eingetragen[2]
- Schloss von Ansennes oberhalb der Hangkante, Garten[3]
- Kriegerdenkmal